# Laurie River Airport
Laurie River Airport är en flygplats i Kanada.   Den ligger i provinsen Manitoba, i den centrala delen av landet, 2 100 km nordväst om huvudstaden Ottawa. Laurie River Airport ligger 370 meter över havet.
Terrängen runt Laurie River Airport är huvudsakligen platt. Laurie River Airport ligger uppe på en höjd. Trakten runt Laurie River Airport är nära nog obefolkad, med mindre än två invånare per kvadratkilometer.. 
I omgivningarna runt Laurie River Airport växer i huvudsak barrskog.